# Raw Engineering
Die Raw Engineering Ltd. war ein britischer Hersteller von Kit-Cars, der seit 1999 in Shelwick (Herefordshire) ansässig ist. 2002 kauften sie die Rechte am Sylva Striker und änderten die Konstruktion ab. Das neue Modell Fulcrum basiert ebenfalls auf diesem Wagen.
2010 übernahmen Callum und Jeremy Bulmer das Projekt (Raw Striker Ltd.).
Raw Engineering wurde im Jahre 2021 durch MK Automotive Ltd. übernommen.

## Modelle
Raw stellt zwei Modelle her, die in Konzeption und Fahrwerk wenig Unterschiede aufweisen.

### Striker

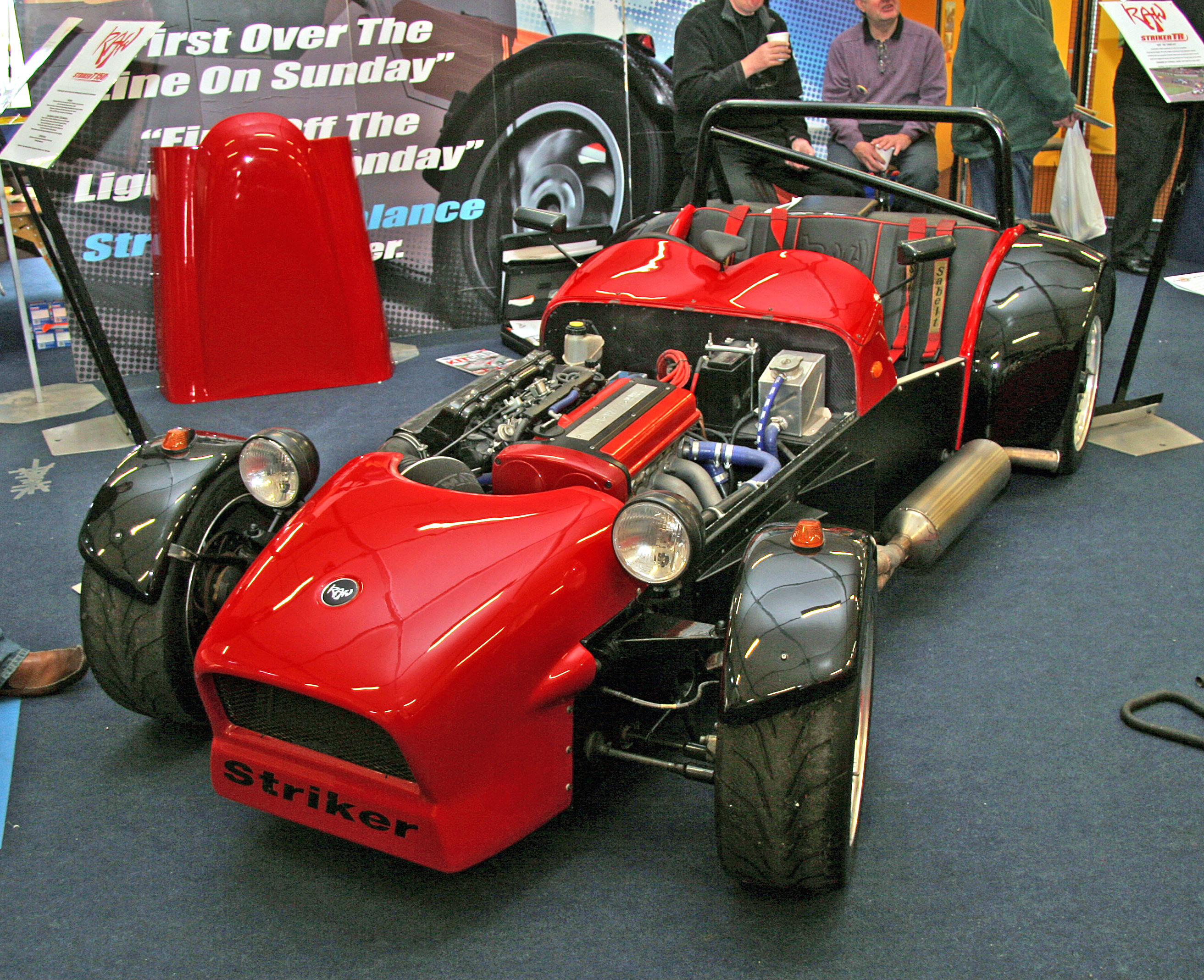
Raw Striker

Der Striker ist als Bausatz, als teilmontierter Wagen oder als fertig montierter Wagen erhältlich.
Ursprünglich entsprach der Raw Striker im Wesentlichen dem Sylva Striker und wies ihm gegenüber nur kleine Veränderungen auf. Es handelt sich um einen leichten, spartanisch ausgestatteten Sportwagen mit Frontmotor und Hinterradantrieb. Auf Kundenwunsch können eine Reihe verschiedener Motoren eingebaut werden; serienmäßig ist die Ausstattung mit einem Toyota-4AGE-Motor.
Der Striker ist ein erfolgreicher Rennwagen mit besonderen Erfolgen in Rennen der Serie 750 Motor Club. Darüber hinaus gibt es in Irland eine eigene Rennserie für Striker und eine andere Markenrennserie wurde vom 750 Motor Club für Raw Striker herausgebracht.

### Fulcrum
Der Raw Fulcrum wurde 2008 eingeführt und entspricht im Wesentlichen dem Striker. Er besitzt eine etwas andere Karosserie ohne die offenen Kotflügel des Striker. Diese geschlossene Karosserie verbessert wesentlich die aerodynamischen Eigenschaften.